# تشيكماغوش
تشيكماغوش ((الروسية: Чекмагу́ш). (بالبشكيرية: Саҡмағош)) هي مقاطعة ريفية (سلو) والمركز الإداري لمقاطعة تشيكماغوشيفسكي في جمهورية باشكورتوستان، روسيا. اعتبارا من تعداد عام 2010، كان عدد سكانها   11,382.

## التاريخ
تم التصديق عليه لأول مرة في عام 1765 وتمت تسميته باسم hydronym.